# Malířství

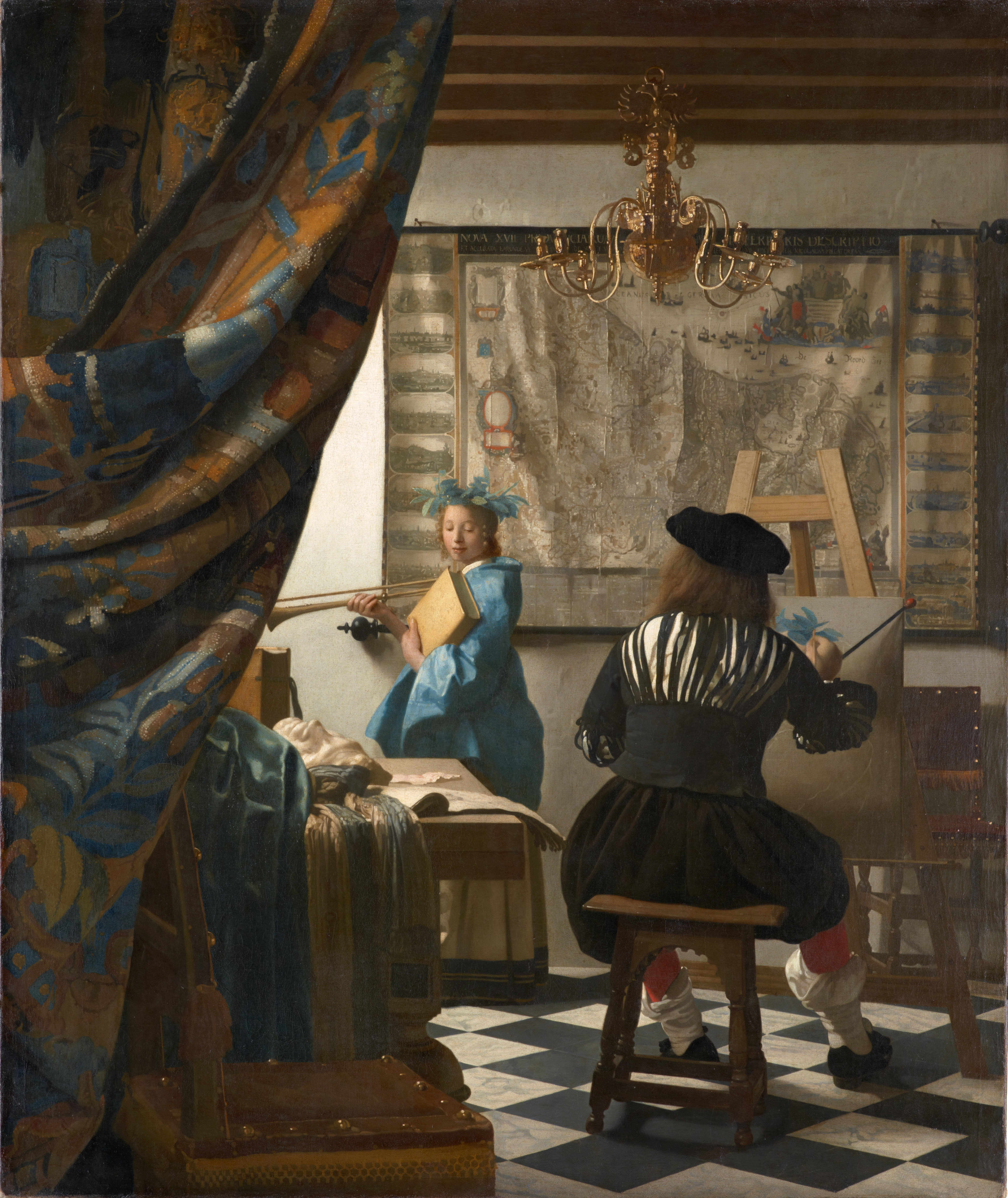
Jan Vermeer: Alegorie malířství (kolem 1666)

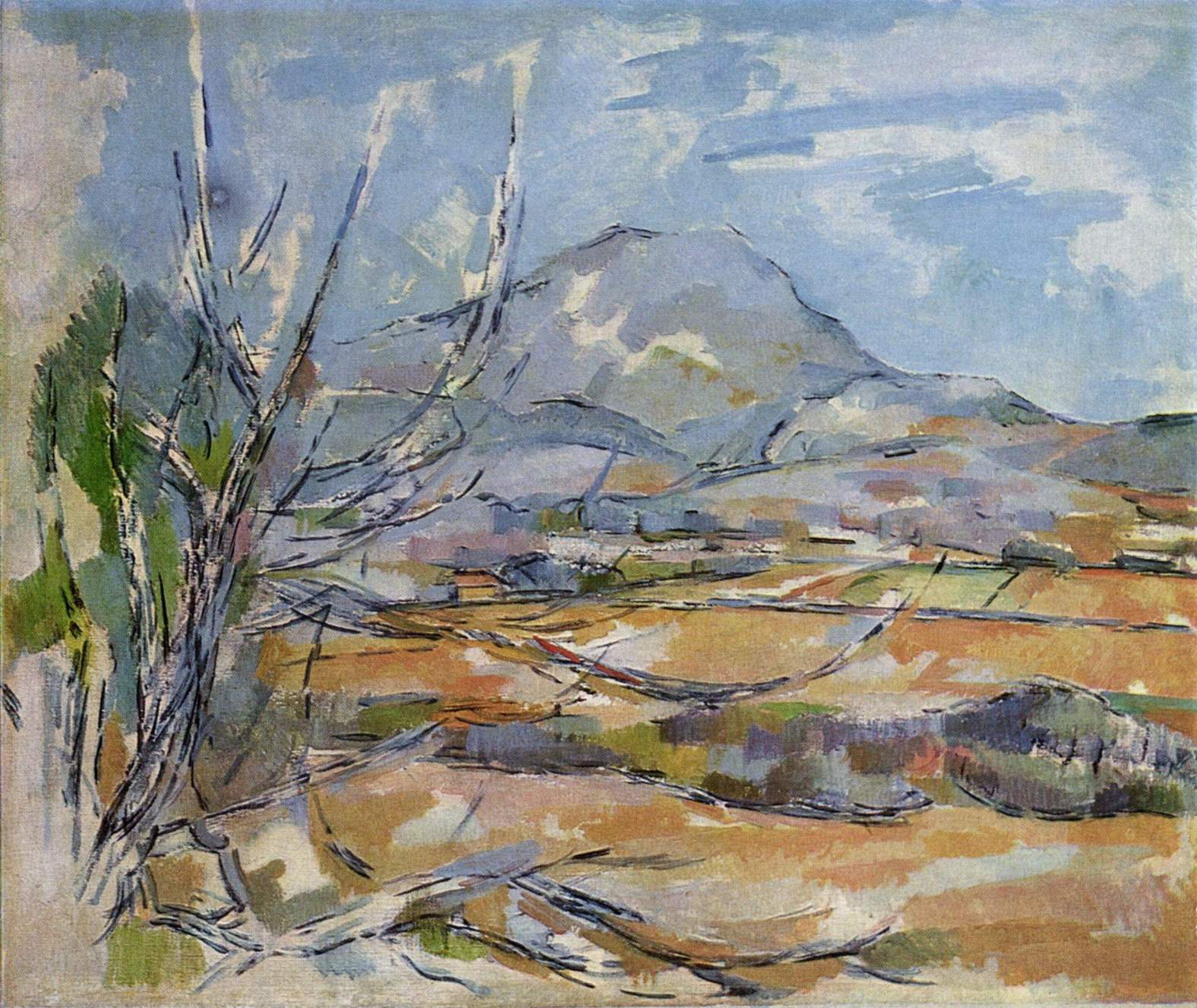
Paul Cézanne: Mont Sainte-Victoire

Malířství je vedle sochařství a grafiky jednou z částí výtvarného umění. Je to postup aplikování barviva rozpuštěného v médiu a nanášení (lepivého) činidla na povrch, jakým je například papír, malířské plátno nebo zeď.
Člověku zabývajícímu se touto činností se říká malíř; tohoto termínu se užívá zejména, jde-li o jeho profesi. Existují důkazy, že historie malování (jeskynní malířství) je asi šestkrát delší než historie užívání psaného jazyka. Umělecká malba se považuje za jednu z nejdůležitějších forem výtvarného umění.
Patronem malířů je svatý Lukáš.

## Dělení
Podle funkce
- monumentální malířství (souvisí s architekturou – malby na stěnách, stropech, …)
- deskové malířství (na dřevěné desce, např. triptych, křídlový oltář)
- ornamentální malířství – dekorativní

Podle techniky
- olejomalba na plátno nebo desku
- tempera, enkaustika, akvarel, kvaš atd. na papír nebo lepenku
- freska, nástěnná malba (al-fresco = na mokro)
- al secco, nástěnná malba (na sucho)
- malba na sklo
- sgrafito (vyškrabování do dvouvrstvé omítky, spodní barevná)
- graffiti
- airbrush

Podle námětu
- náboženské obrazy, např. křesťanské
- historické
- portréty, autoportréty
- krajina, zátiší (nature morte – mrtvá příroda)
- žánrový námět – sociální tematika (lidé, život)
- alegorické
- abstraktní, nefigurativní malby

Vnímáme, jak malíř pracuje s barvou – koloristé, jestli převládá linie; kompozice; práce se světlem; šerosvit…
Od dob renesance je malba a kresba považována za samostatný umělecký projev.

## Dějiny malířství

### Pravěk a starověk

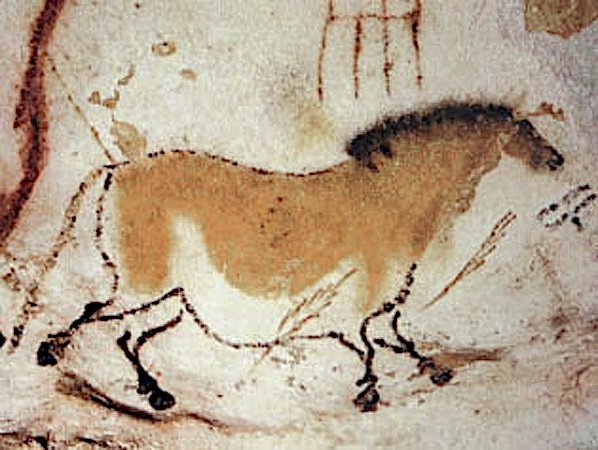
Malba koně v Lascaux

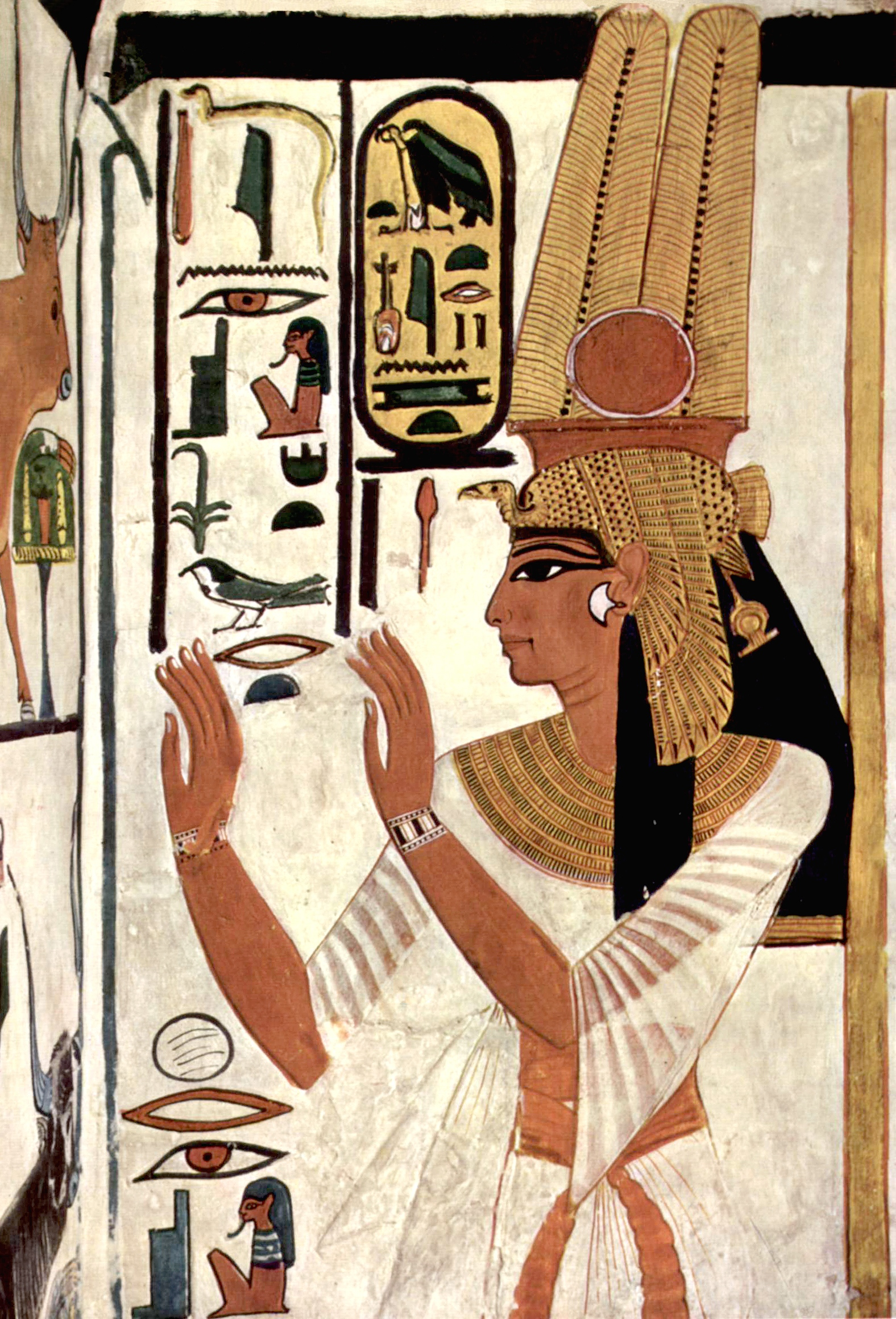
Egyptská malba Nefertiti

Nejstarší známé malby v Evropě jsou staré přibližně 40 000 let a nacházejí se v pyrenejské oblasti, na pomezí dnešní Francie a Španělska. Mimo Evropu ve stejné době vznikly podobné malby v jeskyních v okrese Maros na ostrově Sulawesi v dnešní Indonésii. Nejstarším typem jeskynních maleb jsou otisky rukou a jednoduché geometrické tvary. Nejstarší figurální jeskynní malby v Evropě jsou 35 000 let staré. Chauvetova jeskyně v departementu Ardèche ve Francii obsahuje malby z doby 31 000 př. n. l. Jeskynní malby zvířat v Indonésii jsou patrně ještě starší. Obrazy postupem času získávaly na kvalitě, plasticitě a sugestivnosti. Důkazem jsou známé malby v jeskyni Altamira ve Španělsku, které vznikly zhruba v období 14 000 až 12 000 př. n. l. Slavná síň býků v jeskyni Lascaux ve francouzském Dordogne je datována do doby zhruba 15 000 až 10 000 př. n. l. Takové malby byly nalezeny po celém světě, v Indii (Bhimbetka), jižní Africe, Číně (Chuašanské skalní malby), Austrálii (národní parky Kakadu a Ku-ring-gai) atd.
O původní funkci těchto maleb odborníci vedou rozsáhlé spory. Mohla souviset s rituály, magií a animistickou vírou. Rituální funkci by odpovídalo to, že takové jeskyně nebyly blízko obydlených oblastí. Někdy bývá uváděno, že lovci si u maleb nacvičovali lov, avšak zobrazována byla i zvířata, která se nelovila, například nosorožec nebo velké šelmy. Pokud jsou zobrazeny postavy člověka, tak jako hybridy člověka a zvířete. Průlom nastává zhruba v období 7000 př. n. l., z této doby nalézáme první malby lidských postav, například pochodující válečníky v Cingle de la Mola ve Španělsku.
Starověký Egypt proslul hlavně architekturou a sochařstvím, ale zachovalo se také mnoho nástěnných maleb v chrámech a jiných budovách. Egyptská nástěnná a dekorativní malba je spíše grafická a symbolická než realistická. Zobrazuje postavy se zvýrazněnými obrysy, ploše a vždy v siluetě. Egyptská malba má úzké spojení s písmem zvaným hieroglyfy. Tyto obrazy přežily díky extrémně suchému podnebí Egypta. Jejich smysl nebyl dlouho jasný, ale od rozluštění hieroglyfického písma se zdá zřejmé, že většina se týká posmrtného života. Buď zobrazují cestu předsmrtnou zónou nebo podsvětím, kde zemřelého představují podsvětním božstvům jeho bohové ochranní. Některé náhrobní malby ukazují činnosti, kterým se zesnulí věnovali, když byli naživu. Egypťané rovněž kreslili ilustrace na papyrové rukopisy. Mezi obrazy na papyrech hraje zcela unikátní roli turínský erotický papyrus, který má satirický, ale hlavně pornografický charakter, pro Egypťany s jejich fascinací zásvětím jinak neobvyklý. Egypťané také malovali na látky.

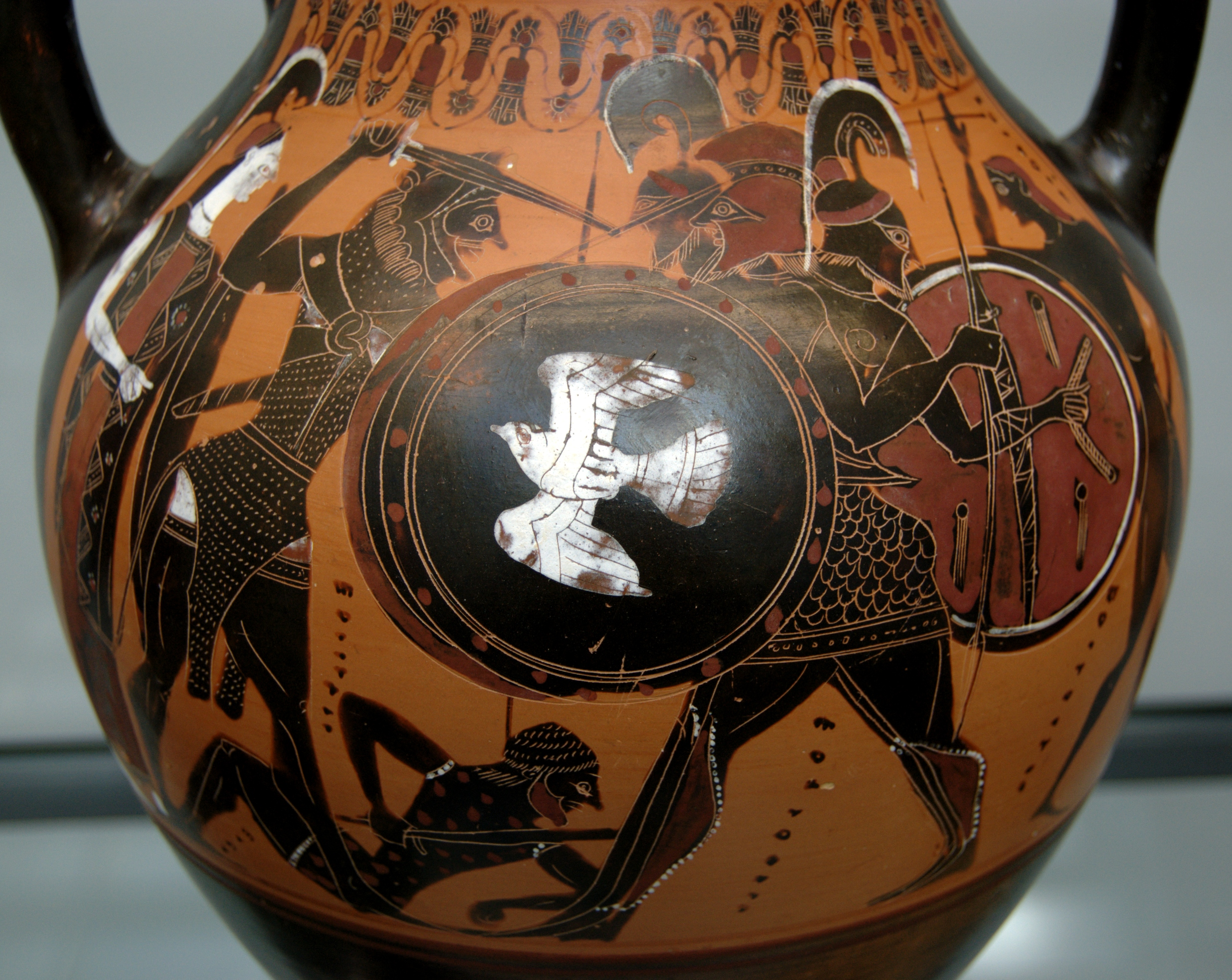
Řecká keramika s černými postavami

Starořecká civilizace měla svou předehru v podobě civilizací kykladské, mínojské a mykénské. Nalezené nástěnné malby prokazují egyptský vliv, avšak patrná je již mnohem větší rozvolněnost, která předjímala osobitý kulturní ráz starého Řecka. I v něm se sochařství a architektura jeví jako vyvinutější, ale také řecké malířství se rozvíjelo, ceněny jsou zejména malby na keramice. Odborníci rozlišují především keramiku s černými postavami a keramiku s červenými postavami. Řekové též malovali na dřevěné desky, ale žádné takové deskové malby nepřežily, známe jen písemné popisy jejich současníků nebo pozdějších Římanů. Malíř Zeuxis vytvářel podle Plinia staršího tak realistické obrazy, že se vrabci pokoušeli sezobnout hrozny na nich zobrazené. Zeuxis prý jako první používal sfumato (technika, ve které malíř překrývá průsvitné vrstvy barvy, aby vytvořil prostorový dojem hloubky, objemu a tvaru).

Římská mozaika

I Římané malovali hlavně na dřevo, které nepřežilo zkoušku časem, ale ponětí o podobě římského malířství můžeme získat z nástěnných maleb z Říma a zejména z fresek ve městech zasypaných sopečnými výbuchy, jako jsou Pompeje a Herculaneum. Sopečný popel je paradoxně nezničil, ale konzervoval. Římská malba již měla vysokou kvalitu, pokud jde o proporce, plasticitu (světlo a stín), perspektivu (úběžný bod) a blednutí vzdálených objektů (prostorová hloubka). Římští malíři byli fascinováni možností pozorovatele obrazu ošálit nějakým optickým klamem, proto milovali trojrozměrný efekt, nebo nabízeli falešná okna s výhledy do smyšlených krajin a zahrad. Zcela výjimečnou kvalitu si získalo umění mozaiky, zprvu zejména podlahové, posléze i nástěnné a stropní. Od prvního století začali Římané umění mozaiky navíc vyvážet do svých provincií, takže je nalézáme takřka po celé Evropě, ale i na severu Afriky.

### Středověk

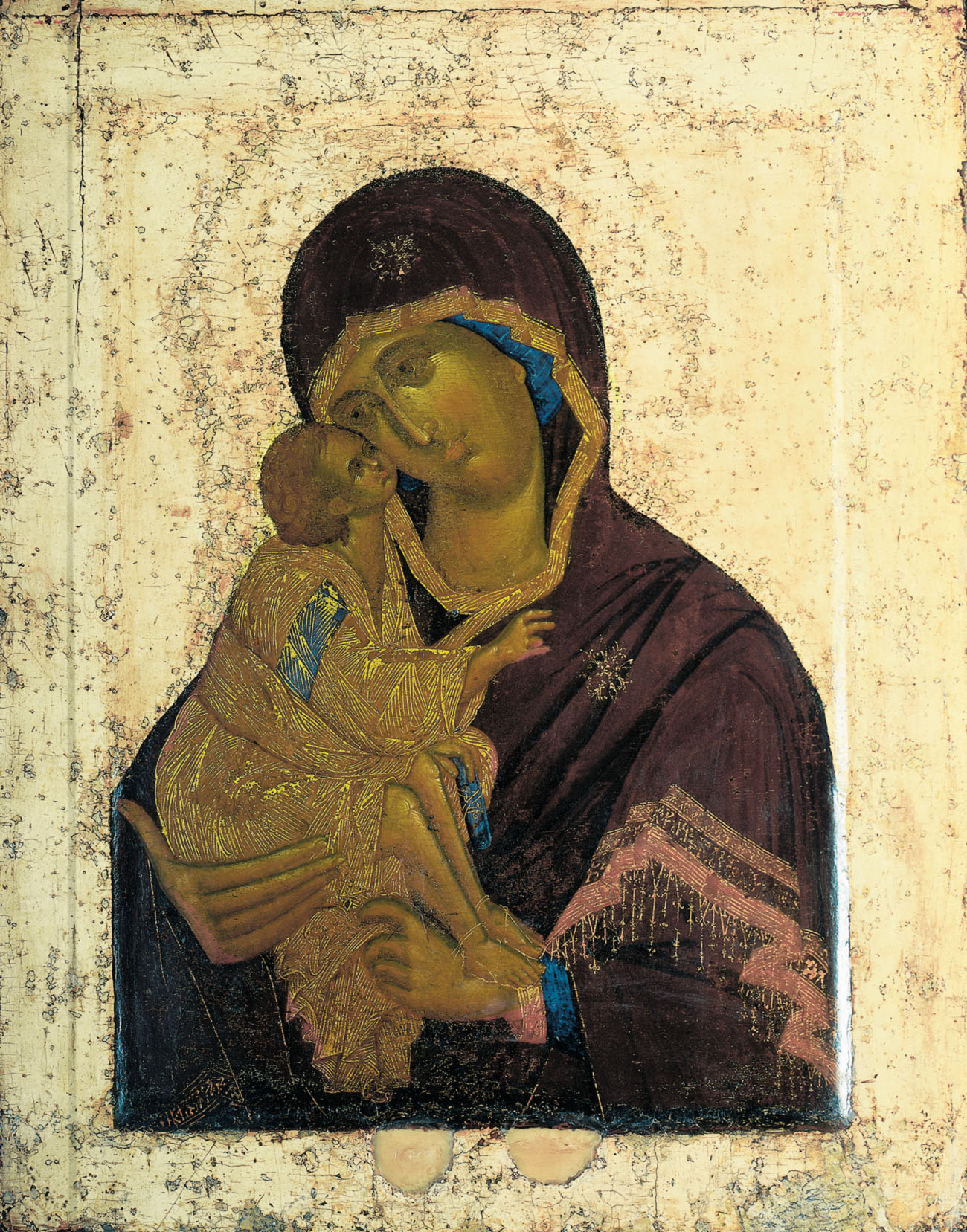
Theofanés: Donská madonna

Křesťanství ponejprve ovlivnilo východní byzantské umění. To zpočátku převzalo styly starořecké, ale postupně se od nich oprostilo a získalo osobitý výraz. Ten je někdy nazýván „antinaturalismem“ nebo „antirealismem“. „Poškození realismu“ umožnilo vystoupit – v byzantské představě – duchovnímu obsahu a ideji. Lidská postava je tak zobrazena buď v dlouhém rouše, které neumožňuje zahlédnout její tvary, anebo jinak „neuměle“, ploše. Renesanční malíři a teoretici to později vnímali jako úpadek antické dokonalosti, teprve moderní a abstraktní malíři byzantský styl znovu docenili. Dochovaly se fresky, mozaiky a hlavně ikony, základní žánr byzantské malby. Ke slavným byzantským malířům ikon patřil Theofanés Řek, který ovlivnil i ruské malířství, neboť v Moskvě strávil závěr života. Theofanés byl uchvácen hésychastickým hnutím, mystickým proudem v pravoslaví, jenž uctíval "Božské světlo".

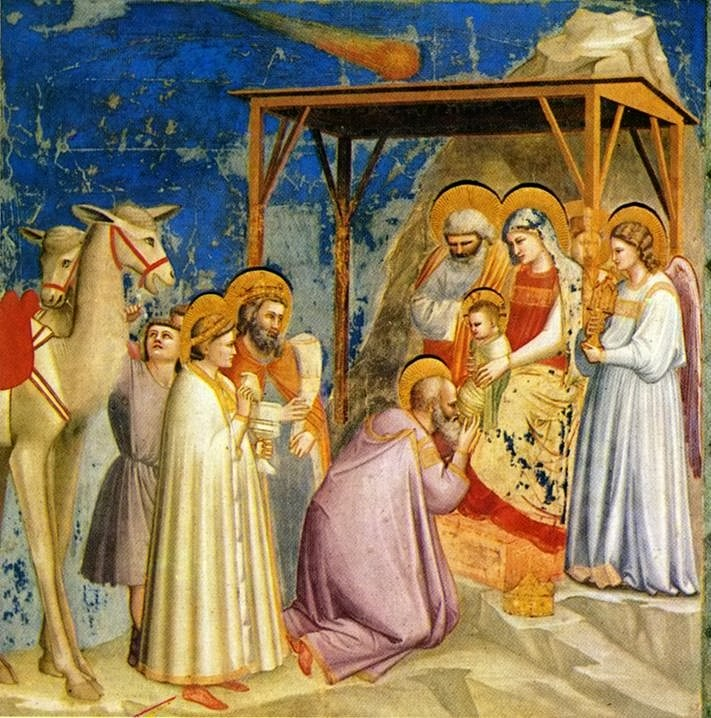
Giotto: Klanění tří králů

V Číně se od počátku letopočtu rozvíjela hlavně kaligrafie, ale postupně v ní přibývalo grafických prvků, jak je ve 4. století patrné v díle Ku Kchaj-č’. Průlom k malířství je zřejmý zejména v díle autora 11. století Mi Fua. Konzervativnost vývoje v Číně prokazuje dílo Š’-tchaa v 17. století, které ač v čínském kontextu průlomové, stále ctí tradiční pravidla a spjatost s kaligrafií (obojí je ostatně patrno ještě i u Čchi Paj-š’ na začátku 20. století). Velmi podobné to bylo v Japonsku, kde tradiční malba vrcholí v 15. století v díle Seššú Tójóa, nebo v Koreji (Sin Saimdang).
V západní křesťanské Evropě se nejprve rozvíjela hlavně knižní iluminace. Na britských ostrovech je příkladem Kniha z Durrow a Kniha z Kellsu. Iluminační umění pak dosáhlo svého vrcholu v karolinské a zejména otonské renesanci (Kodex abatyše Uty, Zlatý kodex z Echternachu, Kodex abatyše Hitdy).
Západní desková malba románské epochy byla zpočátku silně ovlivněna Byzancí a jejími ikonami. Ale západ si stále více hledal i vlastní cesty. Zásadní oproštění západního umění od východního vzoru, dlouho vnímaného jako dokonalost, přišlo se 13. stoletím a nástupem gotické malby. S ní se dostavil větší realismus a zájem o zobrazení objemu a perspektivy. K průlomu došlo v Itálii, která se stala nadlouho epicentrem evropského umění. Prvními velkými gotickými malíři byli Cimabue a jeho žák Giotto. K dalším gotickým mistrům patřili Duccio di Buoninsegna nebo Simone Martini. Průkopníkem perspektivy byl Paolo Uccello. Mimo Itálii lze zmínit Rakušana Michaela Pachera.
Krom malby se výraznou výtvarnou formou stala vitráž. Jeden z nejobdivovanějších příkladů tohoto umění se nachází v katedrále Notre Dame v Paříži.

### Raný novověk

Pieter Bruegel: Stavba babylónské věže

Obrovský rozmach zažilo evropské malířství během renesance, jež je vymezena zhruba 14. až 16. stoletím. Inspirováni antikou, pokrokem přírodních věd a objevy nových zámořských světů, jež evropskému člověku rozšířily imaginaci, začali být renesanční malíři fascinováni viditelným světem, jejž začali oslavovat dosud nevídaným naturalismem a světskými tématy. Naturalismus umožnila i nová technika, olejomalba. K prvním, kdo umění olejomalby začaly využívat, patřili Jan van Eyck a Robert Campin. Oba byli Vlámové (žijící na území dnešního Nizozemska a Belgie), což naznačovalo, že světové malířství získalo nové, severní ohnisko. Na jejich průkopnické dílo brzy navázal Rogier van der Weyden, jehož Sestup z kříže se řadí mezi nejslavnější díla 15. století a byl nejvlivnějším nizozemským obrazem Kristova ukřižování. Dalšími významnými umělci z tohoto období jsou Hugo van der Goes, Dieric Bouts, Petrus Christus, Quentin Massys, Hans Memling a Gerard David. Zcela zvláštní fantaskní motivy vložil do svých děl Hieronymous Bosch, později několikrát znovu objevovaný, zejména surrealisty. Pieter Bruegel nalezl novou kvalitu žánrové malby. Lucas van Leyden se chopil možností rytectví. 16. a 17. století je nazýváno zlatým věkem nizozemského malířství. 

Leonardo da Vinci: Mona Lisa

Jádro renesančního umění však přesto zůstávalo na jihu, v Itálii, zejména v Římě a Florencii, kde byl zřetelný návrat k antickým vzorům. K průkopníkům olejomalby zde patřil Antonello da Messina. Umělci jako Masaccio, Fra Angelico, Piero della Francesca, Andrea Mantegna, Filippo Lippi, Perugino, Pinturicchio či Domenico Ghirlandaio pak prorazili cestu novému stylu. Za génie renesance a klasiky světového malířství jsou pak považováni jejich následovníci a žáci Sandro Botticelli, Leonardo da Vinci, Michelangelo Buonarroti a Raffael Santi. Posunuli malbu na vyšší úroveň pomocí perspektivy a studia lidské anatomie a proporce.
V Benátkách se objevil poněkud naturalističtější styl. Malíři benátské školy, jako Giovanni Bellini, Giorgione, Tizian, Tintoretto, Vittore Carpaccio a Paolo Veronese, se méně zabývali přesností kresby, zato dbali na bohatost barev a emocionální účinek svých děl. Parmskou školu reprezentoval například Antonio Allegri da Correggio.
Malířské umění se ale začalo šířit i do jiných oblastí. Svébytnou formu získalo v Německu, hlavně díky Albrechtu Dürerovi, Hansi Holbeinovi mladšímu, Lucasu Cranachovi staršímu, Albrechtu Altdorferovi a Matthiasi Grünewaldovi. Dürer vsadil na grafiku a rytiny, což mu umožnil i vynález knihtisku jeho krajana Johanna Guttenberga. V Portugalsku renesanci reprezentoval Nuno Gonçalves. Velký vzmach ve stejné době zažívalo například i ruské malířství, zejména díky Andreji Rublevovi, avšak ruská tradice nebyla v sepětí se západní, Rublev byl ještě plně zakotven v byzantské linii.

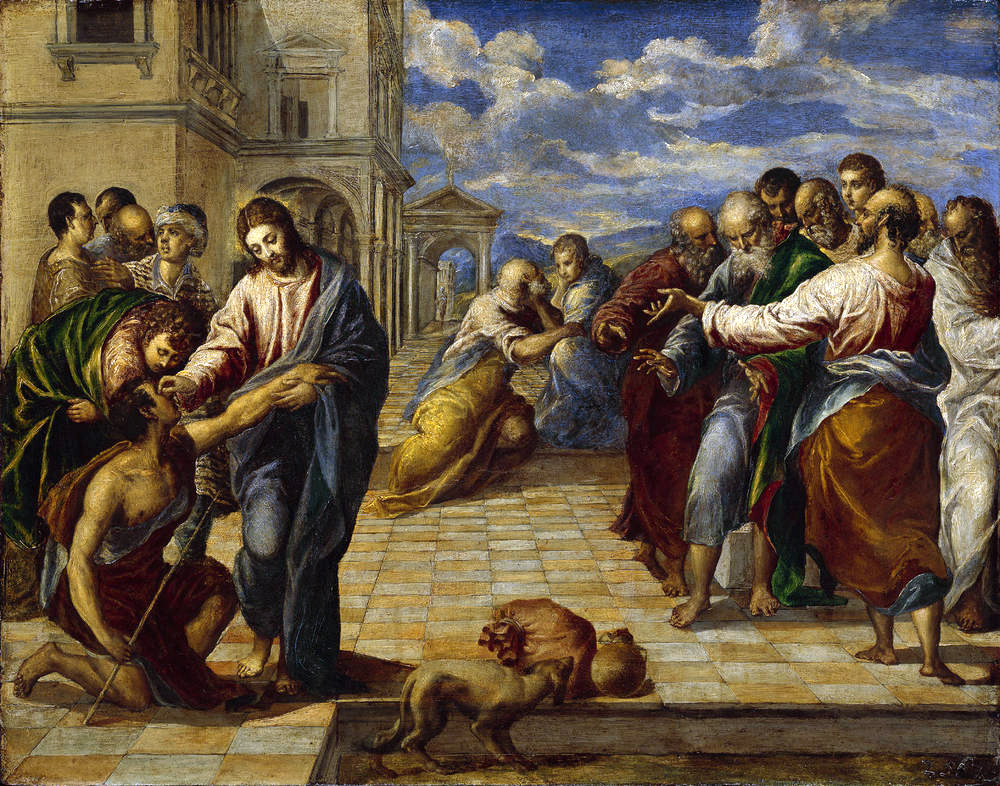
El Greco: Kristus uzdravuje slepce

V 17. století západoevropská renesance přešla v manýrismus. Místo vyvážených kompozic a racionálního přístupu, manýristé hledali nestabilitu, vynalézavost a pochybnosti. Základy jsou znát již u Andrea del Sarta. Vrcholný manýrismus však představují hlavně El Greco či Tintoretto. Ceněna jsou i díla autorů jako Agnolo Bronzino, Parmigianino a Jacopo da Pontormo. Na severu Evropy pak manýrismus našel ohlas v dílech Hendricka Goltziuse, Pietera Aertsena, Karla van Mandera či Bartholomea Sprangera. Manýristické hravé portréty Giuseppe Arcimbolda, který působil i v Praze na dvoře Rudolfa II., byly doceněny až později, zvláště surrealisty.

Zlatý věk nizozemského malířství pokračoval po celé 17. století a zahrnuje tudíž i kus baroka. Barokní prvky jsou někdy nacházeny v dílech autorů jako Rembrandt, Jan Vermeer, Frans Hals, Hendrick Avercamp, Gerard van Honthorst, Judith Leysterová, Gerrit Dou, Aelbert Cuyp, Jan Steen, Jacob van Ruisdael, Jacob Jordaens nebo Anthony van Dyck. Nicméně v Nizozemí nebyl přelom mezi renesancí/manýrismem a barokem tak patrný. Zejména proto, že šlo o protestantskou zemi. 

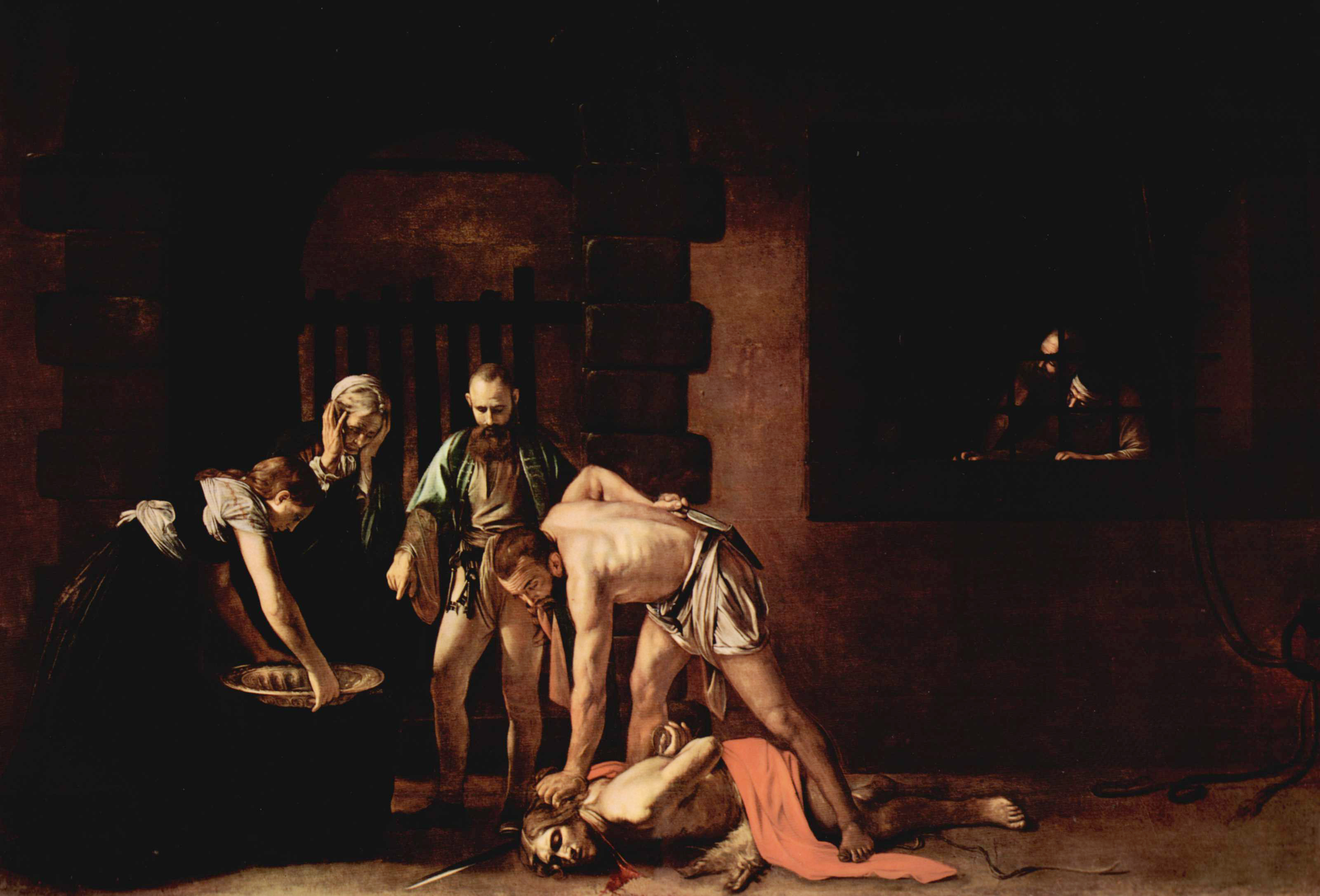
Caravaggio: Stětí Jana Křtitele

Baroko našlo dramatický výraz zejména tam, kde bylo prodchnuto protireformačním zápalem, v zemích katolických či oblastech střetu katolicismu s protestantstvím. Takovými zeměmi byly především Itálie, Portugalsko, Španělsko, Francie a katolická část Nizozemí, tedy dnešní Belgie. Pokud je pozdní zlatý věk nizozemské malby k baroku řazen, mluví se někdy o "tichém baroku". Barokní malba se jinak vyznačuje velkou dramatičností, bohatými a hlubokými barvami, intenzivním světlem a hrou se stínem. Barokní umění mělo evokovat emoce a vášeň namísto klidné racionality, která byla ceněna během renesance. Nástup baroka je patrný v polovině 17. století. V Itálii barokní emocionalitu reprezentuje Caravaggio, v Belgii Peter Paul Rubens, ve Španělsku Diego Velázquez, José de Ribera, Bartolomè Esteban Murillo a Francisco de Zurbarán, ve Francii Nicolas Poussin a Georges de La Tour, v Itálii Annibale Carracci, Guido Reni, Luca Giordano a Artemisia Gentileschiová, v Portugalsku malířka Josefa de Óbidos.
V průběhu 18. století bylo baroko zjemněno a odlehčeno v podobě rokoka, často frivolního a erotického. Rokoko se vyvinulo nejprve ve francouzském dekorativním umění a interiérovém designu. 30. léta 18. století představovala vrchol rokokového vývoje ve Francii, příkladem jsou díla Antoina Watteaua, Jean-Honoré Fragonarda, Jeana Siméona Chardina a Françoise Bouchera. Bylo to poprvé, co se Francie stala ohniskem evropského výtvarného umění a ukazovalo to její rostoucí moc a celkový kulturní vliv. Rokokový styl byl snadno přijat v Itálii (Giovanni Battista Tiepolo, Giovanni Antonio Canal). V protestantských zemích bylo rokoko přijímáno méně, ale někdy je k tomuto stylu řazen anglický portrétista William Hogarth.
Po rokoku vznikl na konci 18. století neoklasicismus, který nejlépe reprezentovali umělci jako Jacques-Louis David, Jean Auguste Dominique Ingres nebo Angelica Kauffmanová.

### 19. století

Eugène Delacroix: Svoboda vede lid na barikády

Na počátku 19. století se nejvlivnějším směrem stal romantismus. Obrátil svou pozornost ke krajině a přírodě, stejně jako k lidské postavě. Vyhranil se proti osvícenství, jeho racionalitě a víře v pokrok. Postavil proti nim panteismus, pesimismus, tragický životní pocit. Ruiny hradů a kostelů, vraky lodí, masakry a šílenství, v tom všem romantici hledali vznešenost. Jejich umění bylo také mnohem političtější a angažovanější než bývalo v minulosti zvykem. K nejvýznamnějším romantikům patřil Španěl Francisco Goya, Francouz Eugène Delacroix a Rus Ivan Ajvazovskij. Romantiky byli i Théodore Géricault, Viktor Michajlovič Vasněcov, Caspar David Friedrich, Carl Spitzweg, William Turner, Francesco Hayez, Tadeusz Ajdukiewicz, Henry Fuseli, Antoine Wiertz, Hans Gude, Christoffer Wilhelm Eckersberg, Constantin Hansen, Wilhelm Marstrand, Carl Heinrich Bloch nebo Brazilec Pedro Américo - z tohoto výčtu je zřejmé, že romantismus zasáhl všechny západní země jako mohutná vlna. Ještě více to platilo v hudbě a literatuře. K romantismu volně přináleželi britští prerafaelité (Dante Gabriel Rossetti, John Everett Millais, William Morris).

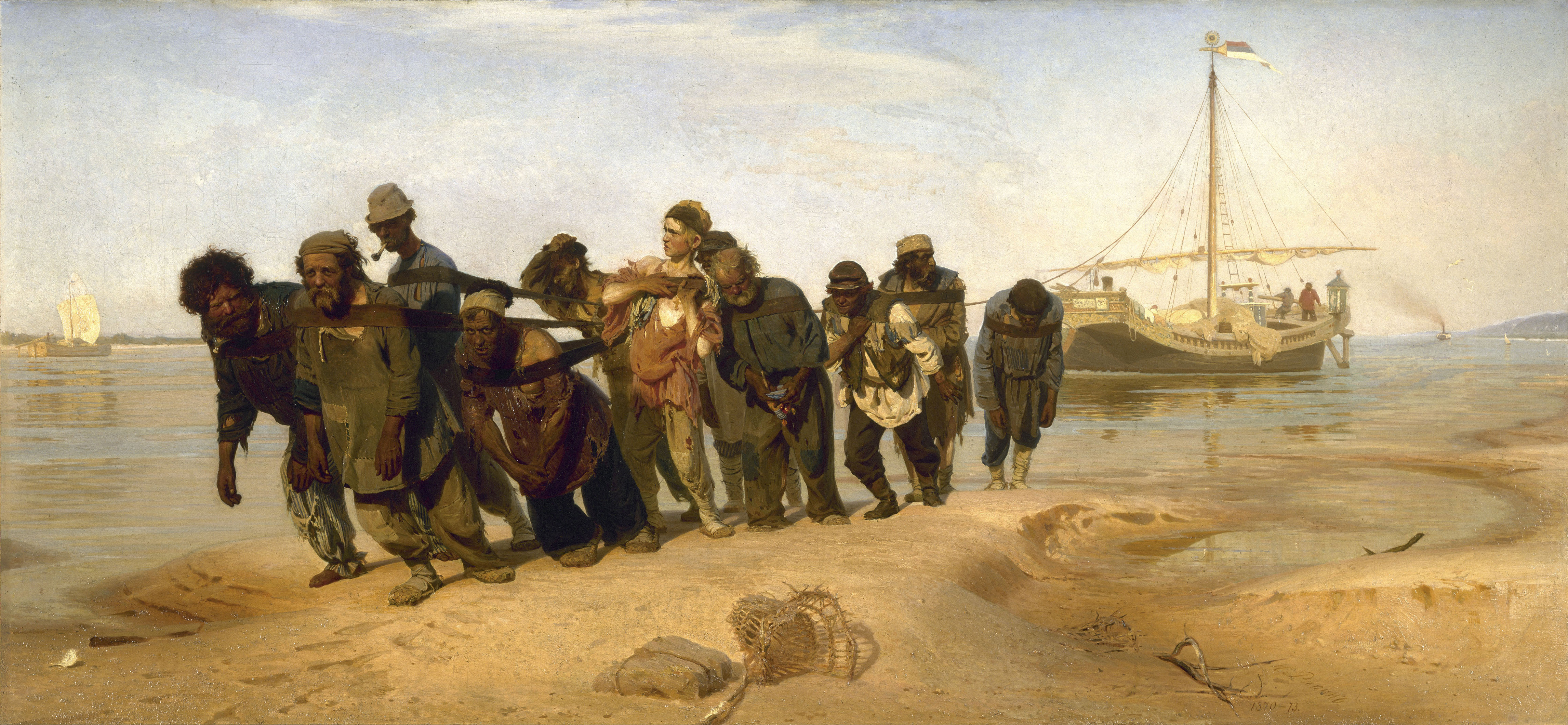
Ilja Repin: Burlaci na Volze

Jako opozice vůči romantismu vznikl rakouský biedermeier (Moritz von Schwind, Ferdinand Georg Waldmüller). Vadilo mu romantické rozvratnictví.
V polovině století se proti romantickým východiskům postavil zcela jinak realismus. Podle něj nemá umění hledat ideje, symboly a alegorie, ale pravdu o společnosti a světě. Kořeny měl realismus ve Francii, kde ho stvořili Gustave Courbet, William-Adolphe Bouguereau nebo představitelé barbizonské školy (Camille Corot, Théodore Rousseau, Jean-François Millet, Nicolae Grigorescu). Mimořádný ohlas měl realismus v Rusku, kde vznikla významná realistická škola, která si říkala peredvižnici (Ilja Repin, Ivan Ivanovič Šiškin, Ivan Nikolajevič Kramskoj, Vasilij Perov, Isaak Iljič Levitan). S realismem byla spjata i akademická historická malba (Hans Makart, Jan Matejko). Styl se šířil i do oblastí evropskou malířskou tradicí dosud nedotčených, jako byla kupříkladu Indie (Rádža Ravi Varma). Honoré Daumier začínal také jako realista, ale jeho pozdní rozvolnění forem již předjímalo styl nový, jímž byl impresionismus.

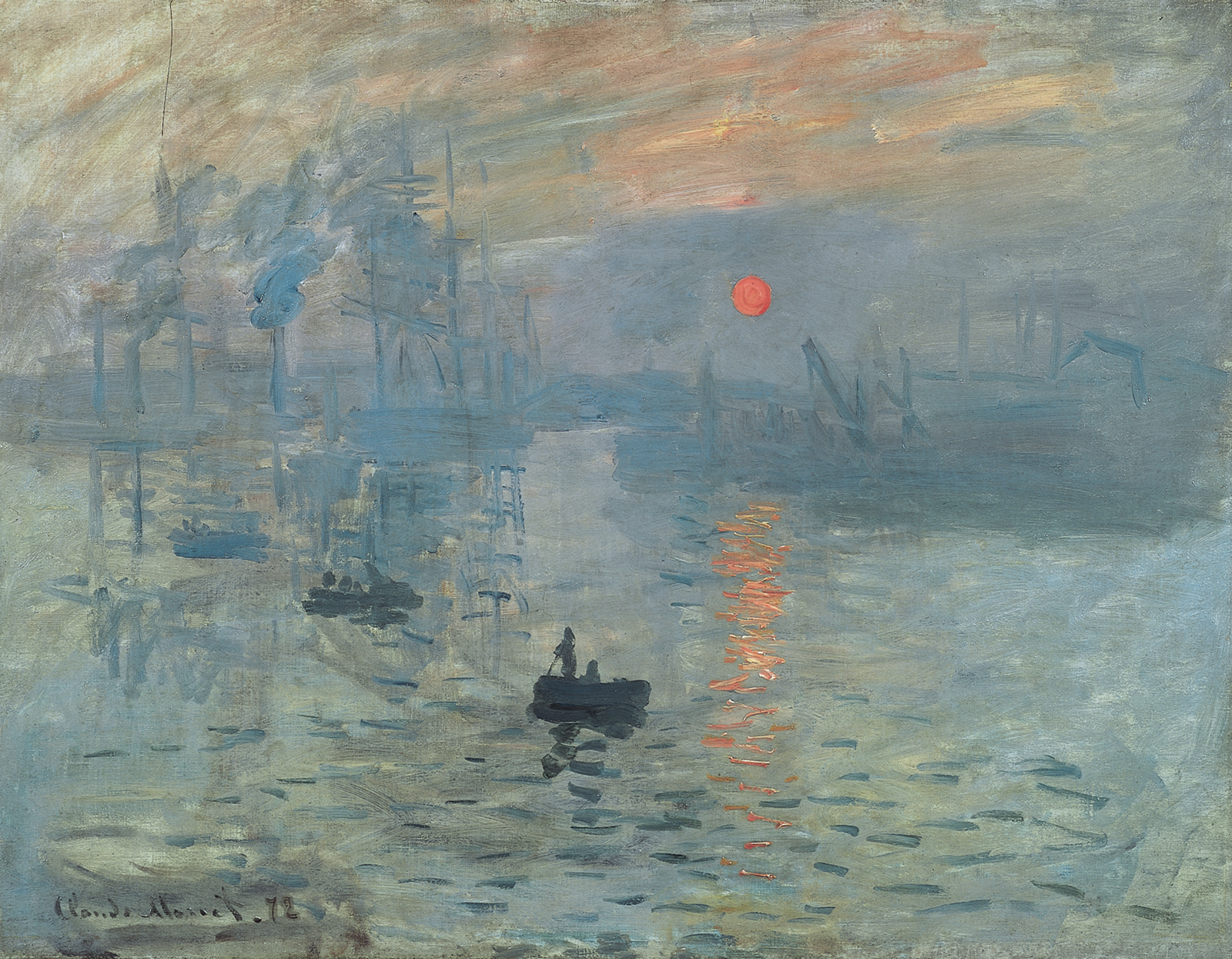
Claude Monet: Imprese, východ slunce

Impresionisté se přihlásili ve druhé třetině 19. století, byli to autoři jako Édouard Manet, Claude Monet, Auguste Renoir, Camille Pissarro, Alfred Sisley, Henri de Toulouse-Lautrec, Berthe Morisotová a Edgar Degas. Byli to Francouzi nebo ve Francii působili. Jejich cílem bylo zachytit pocity, atmosféru, náladu. Někteří se soustřeďovali na krajinu, jiní na městský život nebo domácí scény. Mimo Francii styl našel zastánce například v Německu (Max Liebermann), v Rusku (Valentin Alexandrovič Serov), ve Spojených státech (Mary Cassattová) nebo v Belgii (Anna Bochová).

Vincent van Gogh: Hvězdná noc

Impresionismus byl v pozoruhodné interakci s japonským malířstvím žánru ukijo-e. Ten již v 18. století založil Kacušika Hokusai (36 pohledů na horu Fudži). V 19. století pak styl, při vzájemné inspiraci s evropskými impresionisity, rozvinuli Hirošige, Utamaro Kitagawa, Utagawa Kunijoši či Harunobu Suzuki.
V Evropě na impresionisty navazovali postimpresionisté jako Vincent van Gogh, Paul Gauguin, Georges Seurat a Paul Cézanne. Ti dovedli evropské umění na okraj modernismu. Každý z nich překonával impresionismus jinak. Gauguin osobní symbolikou, Seurat precizní malbou, Van Gogh turbulentním nanášením barev, Cézanne náznaky abstrakce.  
Na konci 19. století nastoupil symbolismus, který byl uhranut mytologií a snem. Symbolisty byli Gustave Moreau, Odilon Redon, Pierre Puvis de Chavannes, Henri Fantin-Latour, Arnold Böcklin, Nikolaj Konstantinovič Rerich, Fernand Khnopff či Félicien Rops. Na symbolisty a postimpresionisty navázala skupina Nabis (např. Pierre Bonnard, Maurice Denis, Édouard Vuillard, Félix Vallotton). Ta vytvořila jakýsi spojovací článek mezi styly 19. století a modernismem století dvacátého.

### 20. století

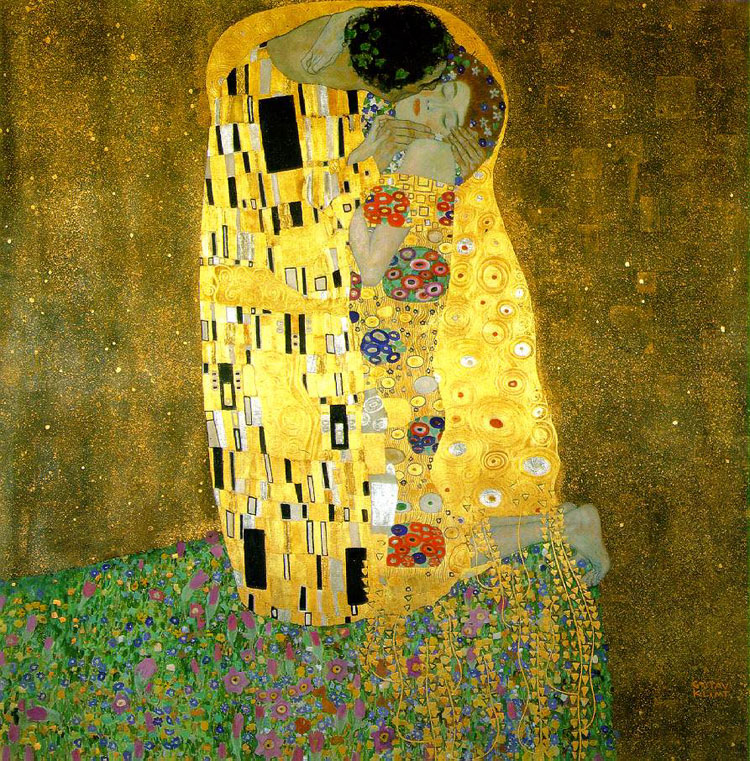
Gustav Klimt: Polibek

Přelom století a začátek 20. věku přinesly v evropském malířství dramatické změny. Touha po inovacích a originalitě se stupňovala. Znát to bylo již v secesi. Ta dokázala měšťanskému publiku nabídnout krásu tak, jak si ji představovalo, ale zároveň ho počala zneklidňovat jistými formálními experimenty. Tímto balancováním na hraně proslula zvláště secese vídeňská reprezentovaná Gustavem Klimtem. Jeho známý obraz Polibek nabízel divákovi oslnivé barvy, krásnou ženskou tvář, ale v celé kompozici je také něco nerealistického, "byzantského", proporce těl na obraze nesedí.

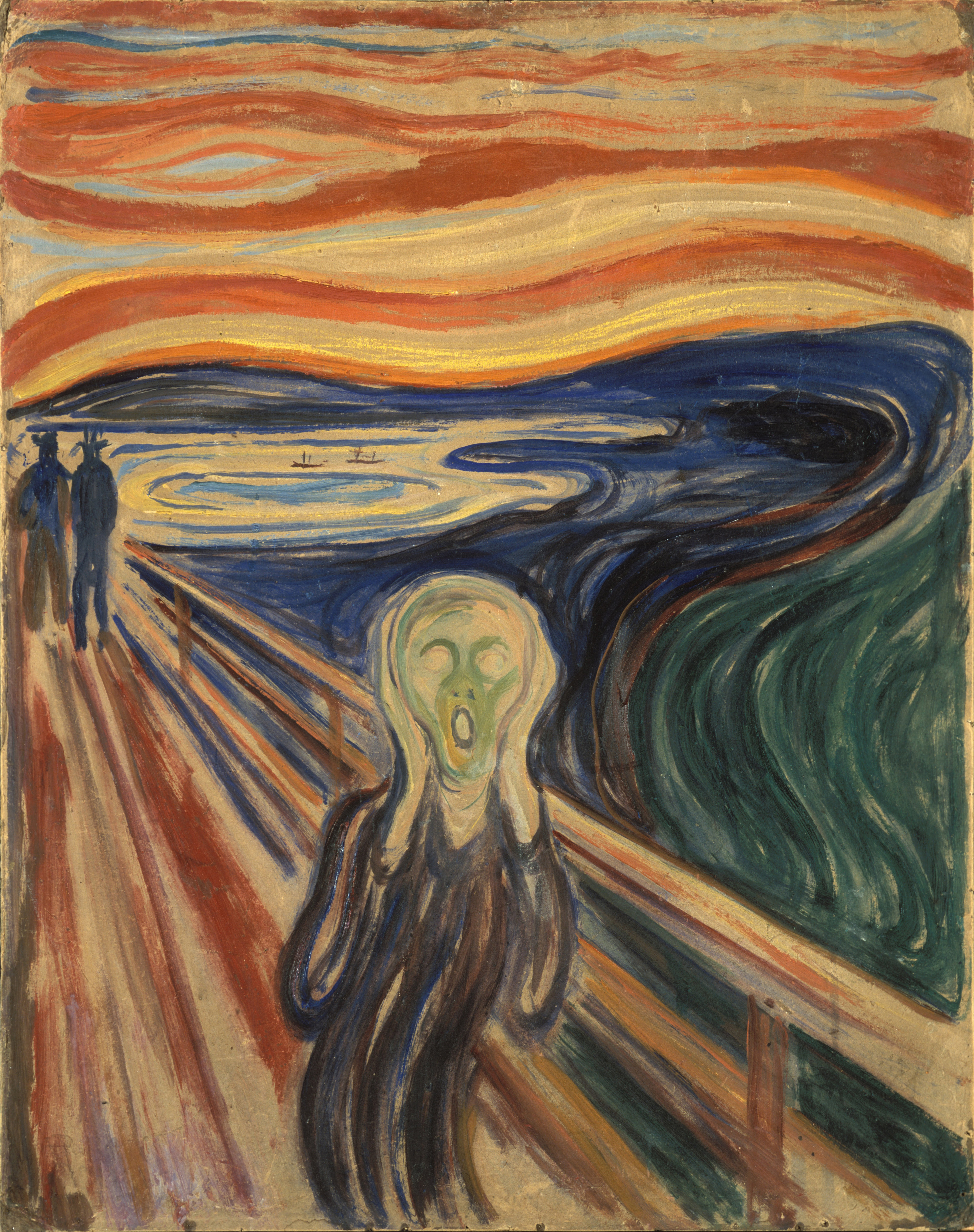
Edvard Munch: Výkřik

Jiní chtěli ale provokovat ještě více. Třeba fauvisnus, který reprezentoval zejména Henri Matisse (dále André Derain nebo Maurice de Vlaminck). Fauvismus "osvobodil barvy", ty byly náhle nepřirozené, popírající realitu, syté a ostré. Lidská těla byla třeba červená, obloha fialová apod. Právě kvůli této divokosti kritici vymysleli pro směr název, zprvu nadávku, která odkazuje k "divoké bestii".
Ještě dál ale zašel expresionismus, který k podobné práci s barvou a stále volnějším tvarem přidal dráždivou zneklidňující emoci, jak je dobře patrno například na slavném obraze Výkřik norského malíře Edvarda Muncha. Expresionismus našel své zázemí hlavně v německy mluvících zemích (Oskar Kokoschka, Egon Schiele, Alfred Kubin, Franz Marc, Ernst Ludwig Kirchner, Käthe Kollwitzová). Druhým epicentrem expresionismu byla pochopitelně Paříž, královna umění té doby. Tam ho reprezentoval Amedeo Modigliani, Marc Chagall nebo Chaïm Soutine.

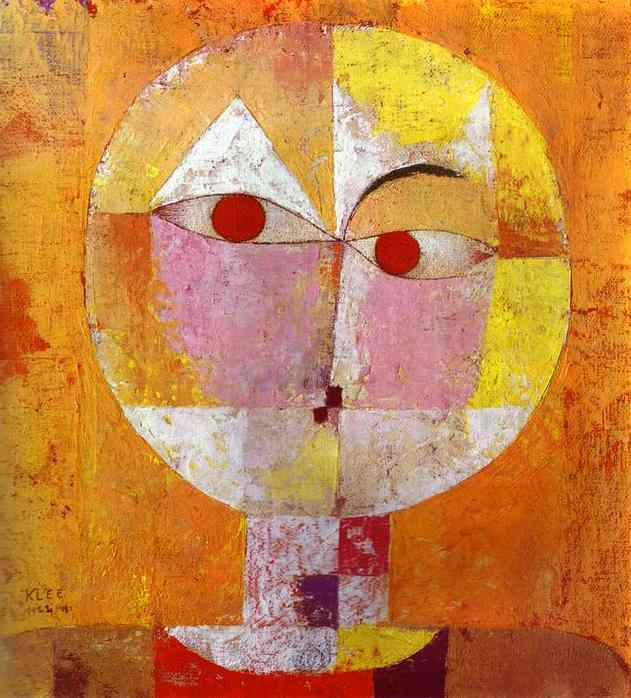
Paul Klee: Senecio

Malířům jako Georges Braque, Pablo Picasso nebo Paul Klee se ovšem i expresionistická imaginace zdála příliš těsnou. Realistické tvary rozbili zcela, demonstrativně, vyzývavě. Divák náhle hleděl na úplně rozbitou realitu, pokřivenou jakousi geometričností, která starou realitu ovládla, ale přesto ji ještě zachovala a dávala poznat. Tomuto přístupu se začalo říkat kubismus. Pozdější kubismus, tzv. syntetický, reprezentoval např. Fernand Léger. Kubismus zkřížený s barevnou divokostí fauvismu (tzv. orfismus) zase Robert Delaunay, Sonia Delaunay nebo František Kupka.
Rozbíjení formy nabíralo stále radikálnější podobu. Rusové jako Vasilij Kandinskij, Kazimir Malevič nebo El Lisickij, ale také třeba Georgia O'Keeffe v USA, se rozhodli pro plnou abstrakci. Ta se projevovala buď zánikem konkrétních tvarů, nebo pravým opakem: radikální geometričností. Touto druhou cestou se vydalo i nizozemské hnutí De Stilj (Piet Mondrian, Theo van Doesburg) nebo ruský konstruktivismus (Vladimir Tatlin).
Tím, jak zpřítomnit ve svých dílech pohyb, byli zase posedlí futuristé (Giacomo Balla).
Až dětinskou hravostí rozbíjeli tradiční představy o umění a kráse dadaisté (Hans Arp, Sophie Taeuber-Arpová, Marcel Janko).
Řada z těchto směrů byla chvilková a ač hlásala velké osvobození, poměrně rychle nezřídka narazila na své meze a vyčerpala se. To ale neplatilo o nejvlivnějším z těchto tzv. avantgardních směrů, surrealismu, jehož účinek byl dlouhodobý a přetrval do 21. století. Surrealismus nevsadil jen na pouhé narušování tradičních forem a jejich všelijaké přeskládání. Šlo mu o napojení tvorby na to, co od vzniku Freudovy psychoanalýzy bylo nazýváno nevědomím (nebo lidověji podvědomím), které se podle Freuda i surrealistů nejčistěji ohlašuje ve snu. Surrealisté tak nemuseli imaginaci osvobozovat destrukcí realistických tvarů (ani sen tak nečiní), což jim mj. umožnilo dokázat avantgardou stále znechucenějšímu publiku, že "opravdu umí malovat". Jejich revolučnost fungovala jinak: začali realistické tvary dávat do nečekaných souvislostí, spékat je do sebe na principu "zhuštění" (jeden z Freudových pojmů v jeho Výkladu snů). Surrealisté tím nechtěli jen šokovat a překvapovat, chtěli takřka vědeckým způsobem odhalit zákonitosti myšlení předracionálního, magického, infantilního, paranoického, na nichž podle nich stojí i racionalita a moderní civilizace. Surrealistický obraz neměl být nonsens, naopak měl oslovit nepřístupnou část lidské mysli, která rozpozná, že překvapivé spojení nonsensem není, že je v něm něco nevyhnutelného a zákonitého. Nejčistší výraz těchto ambicí našel Salvador Dalí, možná nejslavnější malíř 20. století. Ale i jiní představitelé surrealismu dosáhli mimořádného ohlasu - René Magritte, Joan Miró, Frida Kahlo, Max Ernst nebo Giorgio de Chiroco.

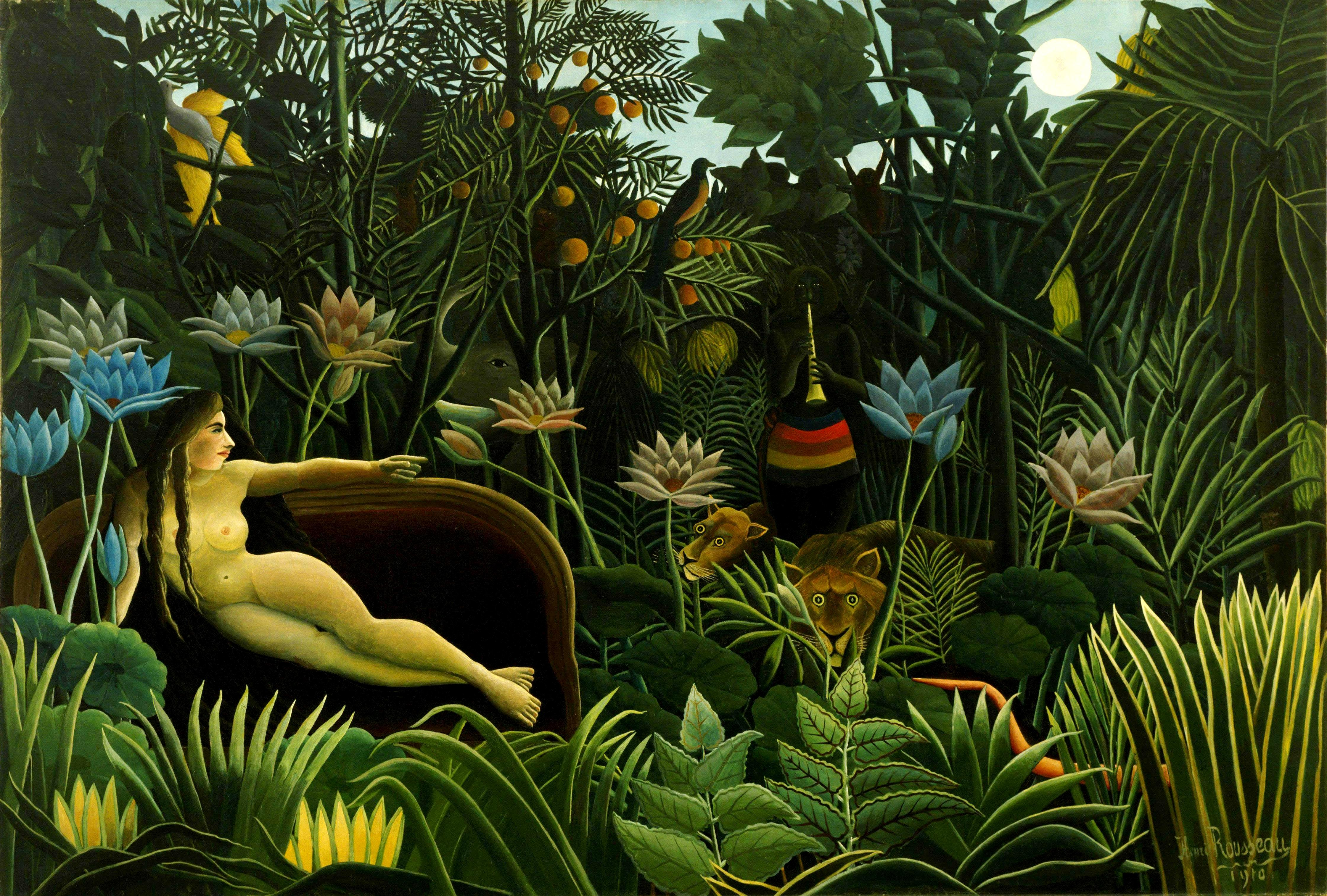
Henri Rousseau: Sen

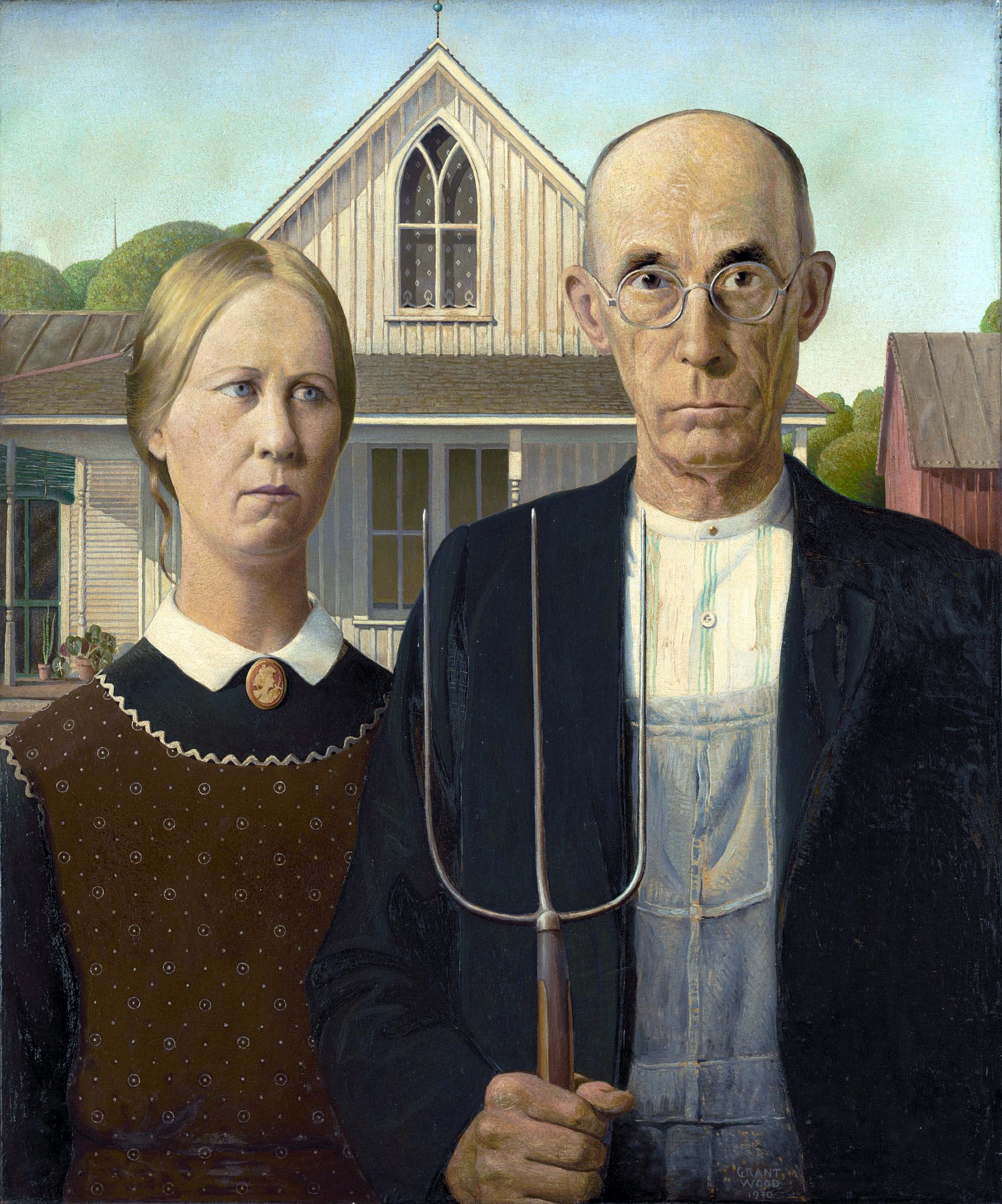
Grant Wood: Americká gotika

Vývoj moderního malířství však nebyl jednosměrný. Experimentálnost a modernistická revoluce 1. poloviny 20. století neoslňovala každého. Mnozí se snažili ve stejné době tvořit ve více či méně formulované opozici vůči avantgardě. Tu představovalo třeba naivní malířství Henri Rousseaua (jehož avantgardisté ovšem velmi obdivovali) nebo Niko Pirosmaniho. Ještě secese měla svou konzervativní linii, již reprezentoval třeba Alfons Mucha (viz jeho pozdní Slovanská epopej). Evropské experimentování nebudilo takové nadšení ani ve Spojených státech, kde vzpurně reagoval třeba nový realismus Edwarda Hoppera a George Bellowse, nebo regionalismus Granta Wooda a Thomase Harta Bentona. Také v Sovětském svazu se objevil protipohyb, ačkoli mnozí radikální avantgardisté stáli zde vládnoucím komunistům velmi blízko. Nakonec však si jako oficiální směr komunisté vyvolili socialistický realismus, který reprezentoval v 1. polovině 20. století zejména Isaak Brodskij. Zcela jiná formální východiska (nikoli ovšem politická) než avantgarda měl také mexický muralismus (Diego Rivera, José Clemente Orozco, David Alfaro Siqueiros, Rufino Tamayo).

#### 2. polovina 20. století
Ve druhé polovině 20. století se většině umělců zdály hlavní objevy a proražené cesty modernismu a avantgardy neodmítnutelné. Na dadaistickou hravost tak navázal konceptualismus, který reprezentoval zejména Marcel Duchamp. K jeho specifickým formám a příbuzným větvím patří například italské hnutí arte povera, minimalismus (Donald Judd, Sol LeWitt, Dan Flavin, Frank Stella, Giorgio Morandi), land art (Robert Smithson), performanční a happeningové umění (Joseph Beuys, Marina Abramovićová), vídeňský akcionismus (Günter Brus, Otto Muehl, Hermann Nitsch), situacionismus. Zájem začaly budit ale i nové technologie, jak dokázal videoart (Nam June Paik, Wolf Vostell) a s ním spjaté hnutí fluxus. To, že konceptuální hříčky přitahují pozornost i ve 21. století, dokazuje úspěch umělce, který si říká Banksy. Směry vyvěrající z konceptualismu či s ním spjaté už se ovšem často dostávají za hranu pojmu malířství, mnohem více je totiž přitahují trojrozměrné instalace a nemalované části výtvarného díla.
Naopak abstraktní expresionismus, jenž zahájil své tažení v 50. letech 20. století, zůstal věrný barvám a plátnům. Navázal na abstraktní umění a expresionismus. Našel své centrum ve Spojených státech, jež byly do té doby spíše kulturní periferií. To, že na čele nového směru stál Američan Jackson Pollock, dokazovalo mj. novou dějinnou úlohu USA, jejich centralitu v západním světě. K abstraktním expresionistům působícím v Americe patřil i Mark Rothko, Arshile Gorky nebo Willem de Kooning. V Evropě se radikální abstrakci říkalo spíše informel, tachismus apod. Tyto směry reprezentoval zvláště Jean Dubuffet, Pierre Alechinsky nebo Antoni Tàpies. Na geometrickou linii klasické abstraktní malby navazoval op-art (Victor Vasarely).
Na surrealismus zase rakouský fantastický realismus (Ernst Fuchs, Friedensreich Hundertwasser).
Na expresionismus v 60. letech navázal neoexpresionismus. Neoexpresionisté podle svých slov reagovali na křeč minimalismu, abstraktního expresionismu a konceptualismu a vzdorovali jim částečným návratem k figurativní malbě a konkrétnu, ovšem s prvky hravosti a absurdity na straně jedné a morbidnosti a narušenosti očekávatelných křivek na straně druhé. Představiteli byli Anselm Kiefer, Georg Baselitz, Jean-Michel Basquiat, David Hockney nebo Jörg Immendorff. Návaznost na expresionismus je čitelná také v nové figuraci Francise Bacona či posléze Luciana Freuda.
Vůči "modernistické křeči" se vyhranil i pop-art. Jeho hlavním představitelem byl Andy Warhol, k dalším reprezentantům patřil Roy Lichtenstein nebo Claes Oldenburg. Pop artoví umělci už nechtěli být opozicí populární a nízké kultury. Chtěli využít jejích postupů, přisvojit si její kouzlo a uhrančivost. Proto se na jejich obrazech nacházejí kupříkladu jen vyzvětšovaná okénka komiksu, zmnožené tváře celebrit nebo komerční produkty, jako je slavná Warholova plechovka rajčatové polévky Campbell's Soup. Specifický ohlas měl pop-art v Německu v podobě "kapitalistického realismu" (Sigmar Polke), rozvinul se i ve Francii (Yves Klein, Arman, César Baldaccini, Jean Tinguely). Mimořádný ohlas měl v Japonsku (Jajoi Kusamaová, Takaši Murakami).
Za vzpouru proti avantgardě a jejím nástupcům lze také považovat neorealismus (Renato Guttuso nebo Candido Portinari) a hyperrealismus (Gottfried Helnwein, Gerhard Richter).

## Malířství v Česku

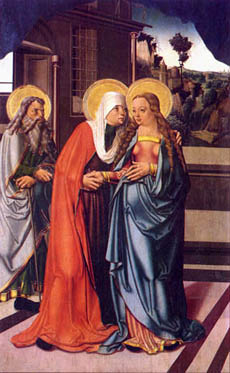
Mistr litoměřického oltáře: Navštívení Panny Marie, Strahovský klášter

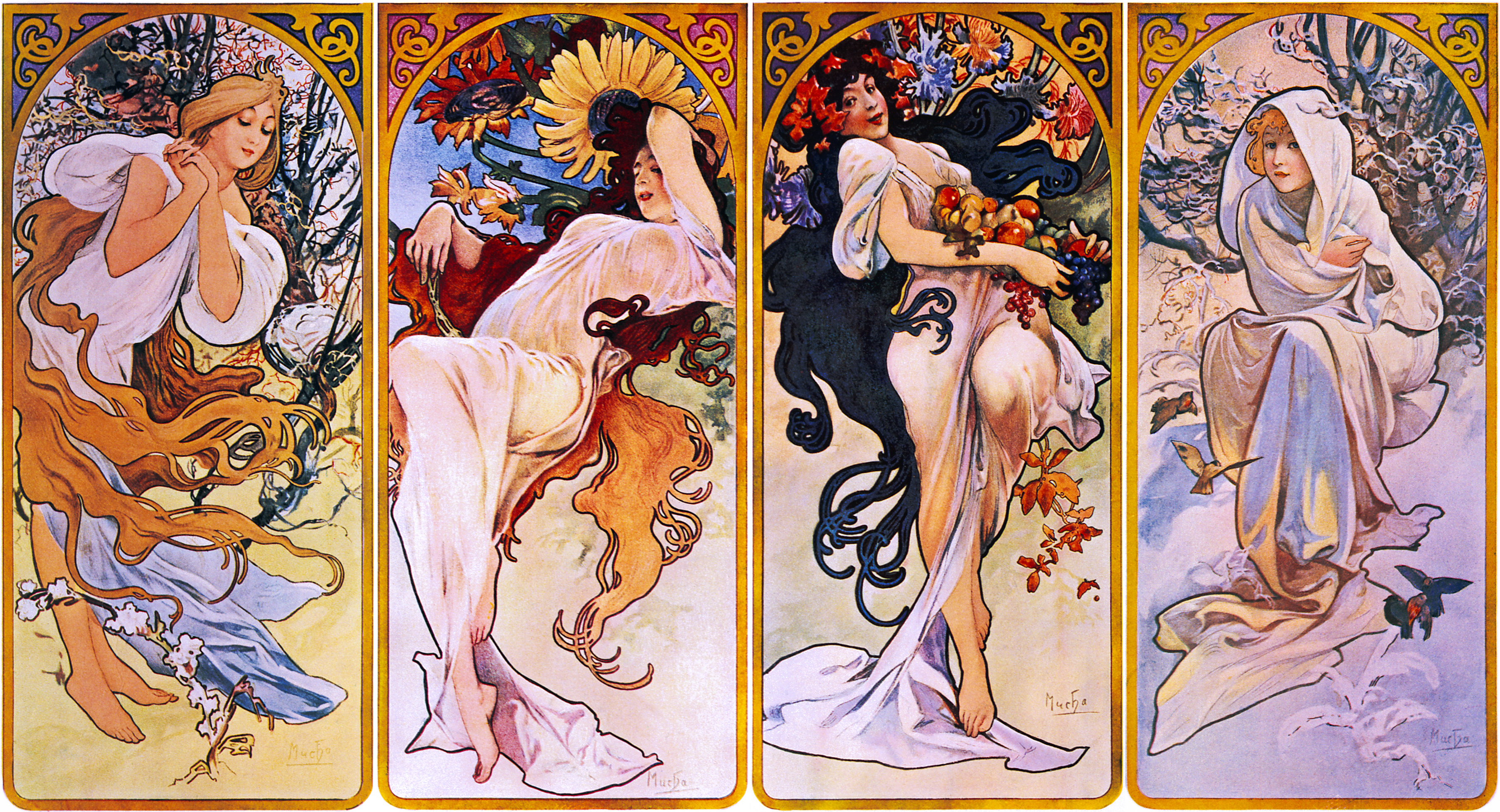
Alfons Mucha: Čtyři roční období

České gotické malířství je spojeno především se jmény jako Mistr litoměřického oltáře, Mistr třeboňského oltáře, Mistr vyšebrodského oltáře či Mistr Theodorik, který se podílel na vymalování Kaple svatého kříže na Karlštejně. K nejvýznamnějším českým barokním malířům patřili Karel Škréta, Jan Kupecký a Petr Brandl. Zcela zvláštní postavení měl Václav Hollar, který proslul svými rytinami.
V první polovině 19. století probíhal proces českého národního obrození, ovšem obrozenci na malířství nekladli takový důraz jako na literaturu, divadlo či vědu. Malířství zůstávalo na pozici řemesla, přičemž v krajinářství vynikal Josef Matěj Navrátil, v portrétu a zátiší Karel Purkyně. Zlom přišel v polovině 19. století, kdy do českých zemí dorazila vlna romantismu a realismu. Nejvýznamnějším představitelem malířského romantismu byl Josef Mánes, dnes známý především díky výzdobě pražského orloje. Realistickou malbu zvolil například Jaroslav Čermák.
Se 70. a 80. lety nastoupila tzv. generace Národního divadla, tedy tvůrci, kteří se nějak podíleli na výzdobě právě stavěné „Zlaté kapličky“: Mezi nimi se největšího mezinárodního ohlasu dostalo Mikoláši Alšovi. K dalším členům generace patřili Vojtěch Hynais, Julius Mařák, Václav Brožík, Jakub Schikaneder, František Ženíšek či Josef Tulka. Většina z autorů Generace Národního divadla nadále oscilovala mezi romantickou a realistickou malbou, zejména krajiny. To však brzy některým autorům nestačilo. Krajinář Antonín Chittussi začal měnit techniku krajinomalby až tak, že se dostal na pokraj impresionismu. Vrcholným představitelem tohoto směru se pak stal Antonín Slavíček. Dílo Luďka Marolda je zase někdy označováno za předzvěst malby secesní.
Právě secese pak patří ke klíčovým směrům, které se vynořily na konci 19. století. V českém prostředí sehrála mimořádnou roli. Její hlavní představitel, Alfons Mucha, je dnes nejznámějším českým malířem ve světě. K secesi lze řadit i dílo Maxe Švabinského a Jana Preislera. Secese provokovala svým sklonem k užitkovosti, avšak jinak ctila techniky klasické a akademické. Proti těm se však na konci století začaly bouřit nové směry. Především expresionismus. Do české expresionistické skupiny Osma patřili Bohumil Kubišta, Emil Filla či Otakar Kubín. Členové Osmy pak přecházeli ke kubismu, dalšímu novému avantgardnímu směru. Právě avantgarda začala v první polovině 20. století určovat směr. Od kubismu k čisté abstraktní malbě došel František Kupka. Doznívající kubismus hledající nové formy vyjádření byl pěstován ve skupině Tvrdošíjní (zejm. Josef Čapek, Jan Zrzavý). Členové avantgardního Devětsilu se pak nadchli pro surrealismus (Toyen, Jindřich Štyrský, Josef Šíma).
Ve druhé polovině 20. století autoři povětšinou rozvíjeli objevy avantgardní revoluce – v abstraktní tvorbě to byl například Vladimír Vašíček, část díla jí věnoval Oldřich Lajsek, Mikuláš Medek, Vladimír Boudník aj. Na surrealistickou hravost, zejména ve svých známých kolážích, navazoval v exilu působící Jiří Kolář či doma tvořící Jan Švankmajer. Novým směrem zvaným pop-art se inspiroval Kája Saudek. Na konci 80. let vystoupili členové skupiny Tvrdohlaví (Jiří David, Petr Nikl, Jaroslav Róna).